# Дейфон
Дейфон (лат. Deiphon) — своєрідний рід силурійських трилобітів із ряду Phacopida, родини Cheiruridae, рештки якого були виявлені на території Західної і Центральної Європи, а також в центрі та на заході США. Типовий вид, Deiphon forbesi, відомий з відкладень Богемії, був відкритий і вперше описаний французьким палеонтологом Йоахімом Баррандом в 1850 р. Відомий тим, що мав вельми незвичайну форму, завдяки чому його рештки вельми легко розпізнаються в геологічних формаціях. Проте в деяких джерелах згадується, що за мірками тих часів дейфон був досить звичайним трилобітом.

## Опис
Дейфон мав пласку, кулясту глабель з маленькими, схожими на бородавки, наростами. Якщо вона заповнювалася жиром або якою-небудь іншою рідиною, то тоді, ймовірно, забезпечувала тварині плавучість. З іншого ж боку, трилобіти з великими глабелями часто вважаються м'ясоїдними, оскільки ємність глабелі наповнювалася б травними органами або використовувалася для зберігання проковтнутої / захопленої здобичі. Вільні щоки цефалона (голови артропод) утворювали пару довгих, загнутих шипів, а сегменти плевральної частки були розділені та подовжені у якісь реброподібні підпори. Ці особливості, разом з V-подібним Пигида надавали цього різновиду трилобітів вельми забавну форму, схожу на таку у риб'ячого скелета. Також очевидно, що ці подовжені шипи виконували оборонну функцію, адже при атаці будь-якого хребетного хижака, наприклад, представника акантод ностолепіса, вони б просто вп'ялися йому в горло.
Розміри цієї самої глабелі, як і розміри завитків пигидію і тих вільних бічних шипів, відрізняли види дейфона один від одного. Панцири дейфонів були тонкими та легкими.
У представників родини Cheiruridae (надалі будемо називати їх хейруридами) була можливість і звичка вчиняти у воді обороти, крутитися, щоб захищати вразливу черевну зону, а шипи, ймовірно, могли здійснювати випади. У дорослих особин тіло поділялося на дев'ять сегментів, не рахуючи цефалона і пигидія, які формують як мінімум два сегменти, з'єднаних один з одним воєдино).

## Палеоекологія
Оскільки деякі з високоорганізованих похідних різновидів трилобітів, що належать до хейрурид, а саме — такі трилобіти, як Crotalocephalus або Cybelloides, вважалися планктерами (елементами планктону, види дейфона відносили до таких в тому числі. В основному припускалося, що внутрішня порожнина глабелі цього трилобіта заповнювалася жиром (або який-небудь іншою рідиною) і дозволяла йому триматися на плаву разом з іншими організмами, що входять до складу колонії планктону, а подовжені плевральні частки рятували від затоплення. Якщо це був нектонний або планктонний трилобіт, то сферична глабель, схожі на грудну клітку плевральні частки та схожі на шипи бічні (щічні) відростки цефалону — все це вкрай негативно складалося на його гідродинамічних здібностях, тому або дейфон практично не вмів плавати, або був зовсім повільним плавцем і годувався фітопланктоном або зоопланктоном, що повільно пересувався.
З іншого ж боку, через настільки спірну гідродинаміку дейфона і його відносно маленькі очі (на противагу величезним очам, які зазвичай знаходять у планктонних трилобітів), деякі фахівці вважають, що це був донний хижак, який гнався за жертвою допомогою швидкого переміщення по субстрату, починаючи плисти тільки в разі крайньої потреби (наприклад, коли потрібно врятуватися від будь-яких великих м'ясоїдних). На користь цієї гіпотези свідчить також той факт, що очі дейфона були спрямовані вперед, з чого можна зробити висновок, що він проводив багато часу в активному русі над донним осадом. Можливо також, що він використовував свою непомірно велику глабель, щоб тимчасово зберігати там захоплену жертву перед подальшим її переварюванням.
А плавали вони, ймовірно, перевернувшись вниз спиною, подібно до сучасних щитнів (представників ракоподібних), вищезазначені шипи при цьому могли виконувати функції стабілізаторів. Під час плавання дейфони гребли ніжками, а широкий панцир їх використовувався як своєрідне гідродинамічне крило (що відрізняє цю тварину від безлічі інших трилобітів).

## Види
- D. americanus
- D. barrandei
- D. brabrooki
- D. dikella
- D. fleur
- D. forbesi типовий
- D. grovesi
- D. pisum
- D. salmoni